# Талахи Ајланд (Џорџија)
Талахи Ајланд (енгл. Talahi Island) насељено је место без административног статуса у америчкој савезној држави Џорџија.

## Демографија
По попису из 2010. године број становника је 1.248.
| Група             | 2000.    | 2010.         |
| Белци             | 0 (0,0%) | 1.161 (93,0%) |
| Афроамериканци    | 0 (0,0%) | 29 (2,3%)     |
| Азијати           | 0 (0,0%) | 29 (2,3%)     |
| Хиспаноамериканци | 0 (0,0%) | 17 (1,4%)     |
| Укупно            | 0        | 1.248         |